# جوني واتسون (لاعب كرة قاعدة)
جوني واتسون (بالإنجليزية: Johnny Watson)‏ هو لاعب كرة قاعدة أمريكي، ولد في 16 يناير 1908 في تازويل في الولايات المتحدة، وتوفي في 29 أبريل 1965 في هنغتينغتون في الولايات المتحدة.